# Levitànivka
Levitànivka (en (ucraïnès): Левітанівка, en rus: Левитановка, Levitànovka) és un poble de la República Autònoma de Crimea a Ucraïna, que el 2014 tenia 187 habitants. Pertany al districte rural de Pervomàiske.